# Nachal Javne
Nachal Javne (hebrejsky: נחל יבנה) je vádí v pobřežní nížině v Izraeli.
Začíná v nadmořské výšce necelých 50 metrů poblíž obce Bnej Darom, kde se u křižovatky dálnice číslo 41 a dálnice číslo 4 sbíhá několik umělých vodotečí a pak pokračuje jako jeden vodní tok k severovýchodu skrz plochou zemědělsky intenzivně využívanou krajinu, přičemž ze západu míjí vesnici Kfar Aviv. Sleduje zde také trasu železniční tratě Tel Aviv-Aškelon. Vádí ze západu obchází vesnici Ben Zakaj a pak prochází městem Javne, na jehož severním okraji ústí zleva do toku Sorek.